# Exopalicus maculatus
Exopalicus maculatus är en kräftdjursart som först beskrevs av John R. Edmondson 1930.  Exopalicus maculatus ingår i släktet Exopalicus och familjen Palicidae. Inga underarter finns listade i Catalogue of Life.